# ペマガツェル県
座標: 北緯27度0分 東経91度15分 / 北緯27.000度 東経91.250度

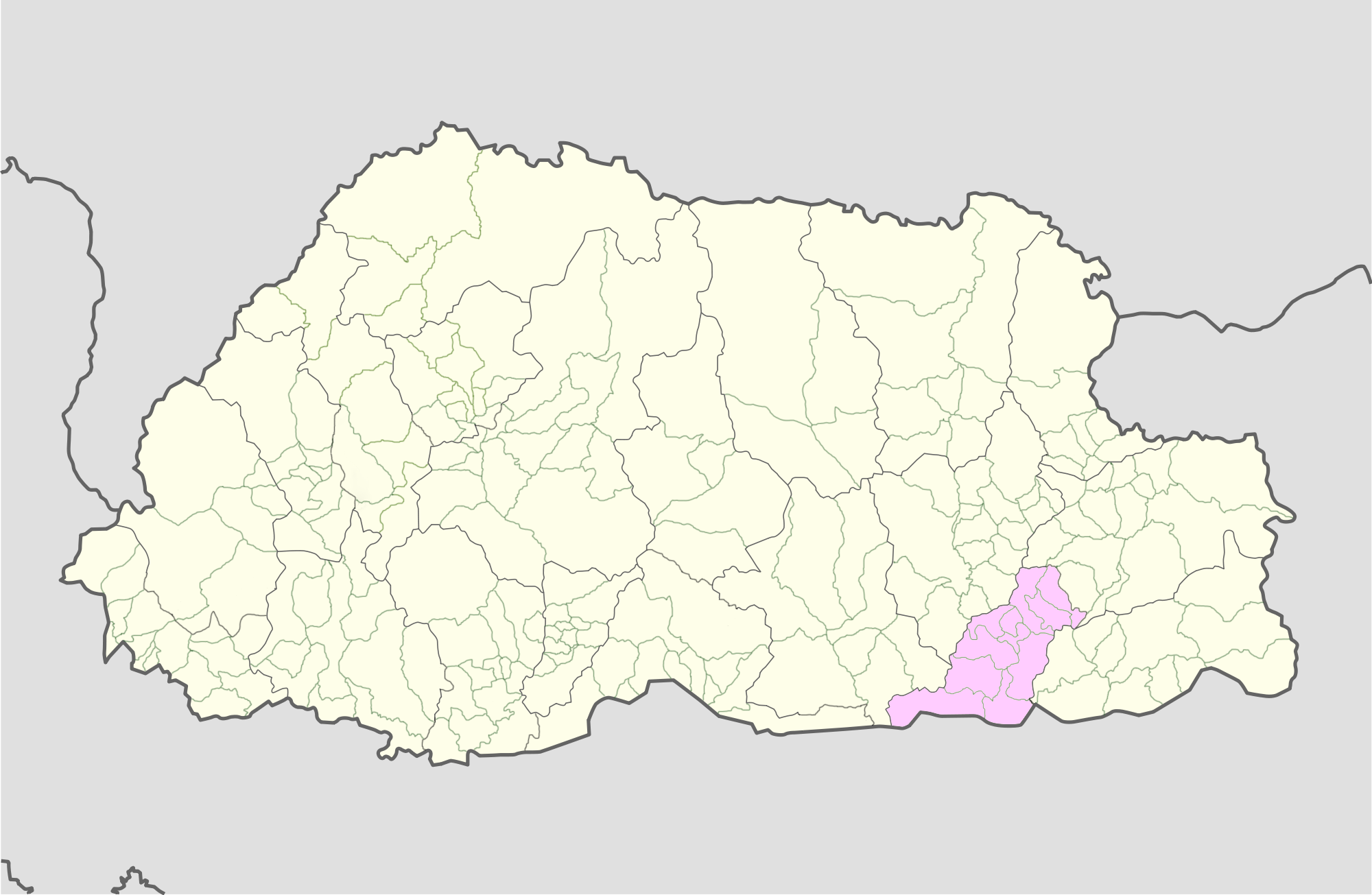
ペマガツェル県の位置

ペマガツェル県（ペマガツェルけん、ゾンカ語:པད་མ་དགའ་ཚལ་རྫོང་ཁག/ワイリー方式:Pad-ma Dgaa-tshal rdzong-khag）は、ブータン東部の県。
面積は1022km2で、2013年の人口は2万4646人、人口密度は24.1人/km2である。

## 言語
ブータン東部では主に東チベット諸語のツァンラ語が共通言語として用いられる
。

## 移住
2011年2月、遠隔地に住む42世帯を市街地に移住させる計画が立てられた。
自然・社会資源の利用を容易にする為である。
移住によって生活環境が向上しGNH(国民総幸福量)に反映されると考えられた。
この方式が成功すれば、ハ県やルンツェ県にも適用される
。

## 地理
ペマガツェル県は山脈や急な坂、狭い谷で大きく分断され、平地は少ない。
標高は1000〜3500mに及ぶ。
年間平均降水量は1500～3000mmである。
村がそれぞれ離れている為、輸送は難しく高価になる。
53%の土地が森に覆われており、針葉樹と広葉樹が中心である。
45%の土地が農地で、換地農業が中心である。
幾つかの村でカルダモンや生姜、蜜柑等の園芸作物が栽培されているが、道路や市場への交通利便性が低い事が障害になっている。
灌漑用水が少ない事と、野生動物が作物を荒らす事も大きな問題である。
南西部のノルブガング村の一部は王立マナス国立公園に含まれる
。

## 社会
2001年には、16の小学校～高校で3740人の生徒が学んでいた。
医療は県総合病院や4つの基礎保健隊(BHU)、22の遠隔医院(ORC)が担う。
88の水道局が水を供給する。
電力供給が足りない事と、道路や市場への交通利便性が低い事が県の成長の大きな枷になっている。
石膏鉱山開発や道路建設等が重要な収入源である。
文化・宗教的道具の生産も収入を生む。
クリチュ発電所計画が成功すれば電力供給が向上し、県の成長に寄与すると考えられている。

## 行政区画
ペマガツェル県は11の村に分かれる
。
- チュヒムング村（英語版）
- チョエコルリング村（英語版）
- チョングシング・ボラング村（英語版）
- デチェンリング村（英語版）
- ドゥングマエドゥ村（英語版）
- カル村（英語版）
- ナノング村（英語版）
- ノルブガング村（英語版）
- シュマル村（英語版）
- ユルング村（英語版）
- ゾベル村（英語版）